# ایمپریو آرخنتینا
ایمپریو آرخنتینا (اسپانیایی: Imperio Argentina‎؛ ‏ ۲۶ دسامبر ۱۹۰۶ – ۲۲ اوت ۲۰۰۳) بازیگر و خواننده اهل آرژانتین بود. او در سال ۱۹۹۹ به تابعیت کشور اسپانیا درآمد.
از فیلم‌ها یا مجموعه‌های تلویزیونی که وی در آنها نقش داشته‌است می‌توان به دایه عزیز، با باد شرق، «قلب‌های بی‌قرار» (۱۹۲۸) و «ترانه‌های دولورِس» (۱۹۴۷) اشاره کرد.